# Брехман, Израиль Ицкович
Израиль Ицкович Брехман (20 ноября 1921, Самара — 09 июля 1994, Владивосток) — советский и российский учёный-фармаколог, специалист в области биологически активных веществ, основатель научной школы фармакологии в Приморье, один из разработчиков теории об адаптогенах. Доктор медицинских наук (1956), профессор (1964). В начале 1980-х годов разработал новое направление в медицинской науке — валеологию, которое не было принято научным сообществом.

## Биография

### Детство и юность
Родился 20 (по другим данным ― 21) ноября 1921 года в Самаре, куда его родители бежали из Украины из-за еврейских погромов. Его отец Ицко Абрамович работал портным на швейной фабрике № 2 «Красная звезда». В 1930 году по партийной линии был направлен на работу в горздравотдел, позднее возглавлял одну из городских больниц. Мать Сура Шмулевна была домохозяйкой.
В 1930—1940 годах учился в школе № 25 имени сестёр Харитоновых. В школьные годы увлекался опереттой, посещал школу спортивных танцев и мотоклуб. Окончив с отличием десятый класс, подал документы на военно-морской факультет 1-го Ленинградского медицинского института, и успешно сдав экзамены, стал его абитуриентом. В июле 1940 года на базе военно-морского факультета 1-го ЛМИ и 3-го ЛМИ была создана Военно-морская медицинская академия, и 31 августа Брехман был зачислен её курсантом.

### Во время Великой Отечественной войны
По окончании первого курса академии, во время пребывания в лагере Лисий Бор, Брехман был назначен командиром взвода 1-й учебной роты. С началом Великой Отечественной войны вместе с однокурсниками участвовал в строительстве оборонительных сооружений, дежурил на крышах, тушил зажигательные бомбы, патрулировал улицы Ленинграда. После принятия решения об эвакуации ВММА, в конце ноября 1941 года первым провёл свой взвод по дороге жизни по льду Ладожского озера.
1943 год — начало научной деятельности И. И. Брехмана. Работая под руководством профессора Н. В. Лазарева на кафедре фармакологии, он участвовал в разработке и испытании новых стимулирующих средств для бойцов Красной армии. Им была разработана комбинация фенамина и прозерина, ставшая основой препарата промазин, который значительно увеличивал физическую работоспособность и снимал побочное действие фенамина. Испытание нового отечественного стимулятора также было поручено курсанту Брехману. В июне 1943 года он был командирован на Черноморский флот, где в должности заместителя военного врача изучал влияние прозамина на экипаж крейсера «Красный Крым» в условиях ведения боевых действий.

### Служба на флоте и исследование женьшеня
Решением Государственной экзаменационной комиссии от 1 октября 1945 года И. И. Брехману была присвоена квалификация врача, а 4 октября 1945 года — воинское звание лейтенанта медицинской службы. По распределению Брехмана направили на Тихоокеанский флот, где в январе 1946 года он возглавил химико-токсикологическое отделение Главного госпиталя ТОФ. В новой должности он продолжил изучение влияния на организм человека промазина в условиях подплава. Результатом его исследований стала диссертация на соискание звания кандидата медицинских наук «Действие некоторых стимуляторов на человека и их практическое применение в Военно-Морском флоте (экспериментальное исследование)», которую он успешно защитил в ВММА в 1948 году.
В этот же период времени И. И. Брехман заинтересовался женьшенем, который коренные жители Дальнего Востока с древних времён использовали в качестве лечебного, стимулирующего и тонизирующего средства. При поддержке начальника медико-санитарного отдела ТОФ полковника медицинской службы В. Н. Кравченко группа врачей-энтузиастов под руководством И. И. Брехмана начала изучение свойств дикорастущего и культивируемого Panax ginseng. За короткий срок было изучено влияние корня женьшеня на темновую адаптацию глаз, координацию движений, физическую и умственную работоспособность и ряд других функций. Также Брехманом была выявлена зависимость экстрагирующей способности растворителя от его концентрации и температурных условий, при которых осуществляется экстрагирование. Результатами исследований стала публикация сборника «Стимуляторы и дальневосточные тонизирующие средства» (Л.: ВММА, 1949) и создание в апреле 1949 года по инициативе профессора В. С. Слодкевича, профессора Н. В. Лазарева и кандидата медицинских наук И. И. Брехмана постоянно действующего Женьшеневого комитета при Президиуме дальневосточного филиала Академии наук СССР.
Дальнейшие исследования проводились в сотрудничестве с Отделом биохимии и физиологии растений ДВФ АН СССР. Исследователями была доказана эффективность женьшеня как афродизиака, нейро- и актопротектора. Результаты исследований были опубликованы в сборнике «Материалы к изучению стимулирующих и тонизирующих средств — корня женьшеня и лимонника» (Владивосток. 1951). В том же году женьшень был включён в VIII Государственную Фармакопею СССР в качестве общетонизирующего средства. Данные, полученные в ходе исследований, легли в основу шести кандидатских диссертаций, а Брехман в 1956 году защитил докторскую диссертацию «Материалы по фармакологии корня жень-шеня (экспериментальное исследование)».

### Исследование элеутерококка
В марте 1957 года И. И. Брехману было присвоено звание подполковника медицинской службы, но уже в ноябре того же года он был уволен в запас по статье 59 (по сокращению штатов). Трудовую и научную деятельность он продолжил в Отделе физиологии и биохимии растений ДВФ АН СССР в должности старшего научного сотрудника и руководителя лаборатории фармакологии. В 1961—1962 году по совместительству возглавлял кафедру фармакологии Владивостокского медицинского института. С 1962 года лаборатория Брехмана входила в состав Биолого-почвенного института, а с 1964 года ― Института биологически активных веществ. К этому времени сбор и культивация женьшеня стали приобретать промышленные масштабы. В 1961 году постановлениями Совета министров СССР и ЦК КПСС в Староварваровке на базе колхозов имени Чкалова, имени Кирова и «Красная звезда» был образован совхоз «Женьшень». Однако Panax ginseng довольно редко встречался в природе, а его выращивание требовало значительных затрат. Поэтому Брехман с целью поиска викарного женьшеню растения продолжил скриннинг представителей семейства Аралиевых. Самым перспективным оказался элеутерококк колючий (Eleutherococcus senticosus), который во флоре Приморья был распространён достаточно широко. Брехман быстро доказал, что элеутерококк по своим свойствам ничем не уступает женьшеню. Уже в 1962 году Фармакологический комитет Министерства здравоохранения СССР утвердил экстракт элеутерококка в качестве лечебного средства, а в 1964 году началось его промышленное производство. 
Экстракт элеутерококка использовался не только в медицине и армии, но также с начала 1960-х годов в спорте, а с середины 1970-х годов и в космонавтике. Профессор И. И. Брехман в качестве консультанта выезжал в центр предолимпийской подготовки спортсменов в Цахкадзоре (Армянская ССР), участвовал в подготовке спортсменов к XVII Летним (Рим, 1960) и IX Зимним (Инсбрук, 1964) Олимпийским играм, а в 1968 году входил в состав специальной группы спортивных медиков на X Зимних Олимпийских играх в Гренобле. Позднее учёный неоднократно посещал Звёздный городок, где препарат стал применяться при подготовке космонавтов. Впервые он был апробирован в 1975 году экипажем космического корабля «Союз-18» (командир корабля П. И. Климук, бортинженер В. И. Севастьянов). 13 мая 1983 года за разработку и внедрение экстракта элеутерококка в народное хозяйство СССР профессор Брехман был награждён орденом Ленина.

### Развитие теории о адаптогенах
Всестороннее изучение свойств элеутерококка позволили Брехману подвести теоретический базис под концепцию профессора Н. В. Лазарева об адаптогенах — веществах, способствующих повышению резистентности организма к разнообразным повреждающим факторам среды. Основы теории об адаптогенах он изложил в монографии «Элеутерококк», опубликованной в 1968 году. На примере Eleutherococcus senticosus Брехман рассмотрел механизмы воздействия адаптогенов на организм человека, определил область применения их в медицине и биологии, сформулировал требования к препаратам этой фармакологической группы. В отличие от Лазарева, считавшего, что потенциально перспективным должен оказаться поиск естественных адаптогенов, вырабатываемых в самом организме или изначально существующих в окружающей природе, Брехман сконцентрировался на поиске и изучении лекарственных растений с адаптогенными свойствами.
Осмыслив роль адаптогенов в жизни человека, И. И. Брехман сформулировал основные положения такого направления в фармакологии как фармакосанация (исследование действия биологически активных веществ, которые поступают в организм с пищей или в виде лекарственных средств), которая позднее стала основой разработанного им нового направления в медицинской науке — валеологии.
В своих поисках Брехман не ограничивался только растениями Дальнего Востока. Предметом его изысканий стали и другие биологические ресурсы региона: трепанги, мёд, различные моллюски, панты. Под его руководством и непосредственном участии были разработаны такие адаптогены, как рантарин (экстракт пантов самцов северного оленя), сайтарин (вытяжка из рогов сайги), хаурантин (вытяжка из туники морского гидробионта асцидии пурпурной) и ряд других лекарственных средств. Кроме того, по инициативе Брехмана разработаны безалкогольные («Байкал», «Горный Ключ») и алкогольные («Золотой Рог», «Кедровая падь») напитки, бальзамы («Русский остров» и «Уссурийский») и пищевые добавки («Гистохром», «Максар», «Фуколам»). Востребованным в своё время оказался и придуманный Брехманом так называемый жёлтый сахар — неочищенный сахар с добавлением экстракта элеутерококка.

### Беспохмельная водка Брехмана
В середине 1970-х годов алкоголизм в СССР стал острой медико-биологической и социально-экономической проблемой. Правительство страны пыталось снизить потребление алкоголя, периодически проводя антиалкогольные кампании. Однако они не принесли ожидаемого эффекта. В 1980-х годах ситуация с потреблением алкоголя стала критической. 
Израиль Брехман занимался поиском средств профилактики алкоголизма с начала 1970-х годов. При изучении свойств элеутерококка он установил его антитоксическое действие по отношению к этиловому спирту. Именно оно было положено в основу при производстве горькой настойки «Золотой Рог» (1971). В дальнейшем Брехман обратил внимание на то, что в регионах страны с высоким потреблением красного вина население в меньшей степени подвержено алкоголизму по сравнению с регионами, где преобладало потребление крепких спиртных напитков. Проводя исследования виноградной лозы совместно со своим учеником А. Е. Булановым и заведующим лабораторией технической биохимии Грузинского научно-исследовательского института садоводства, виноградарства и виноделия профессором Л. А. Муджири, Брехман выделил из гребней винограда (кисти винограда без ягод) вещество, значительно замедляющее скорость окисления алкоголя в ацетальдегид и препятствующее его чрезмерному накоплению в печени. Это вещество получило название «каприм» («Кахетия + Приморье»). В результате дальнейших лабораторных экспериментов также было установлено, что каприм препятствуют привыканию к спиртному.
С результатами исследований и предложением начать экспериментальное производство беспохмельной водки Брехман обратился в Политбюро ЦК КПСС. Предложение было одобрено в 1982 году на специальном заседании Совета по наркологии. Для этой цели в деревне Большое Лило (Грузия) был построен специальный завод. Исходным сырьём для производства напитка с капримом, получившего торговое название «Золотое руно», стала падалица груши.
Первоначально полигонные испытания беспохмельной водки планировалось провести в Приморском крае. Но в дело вмешался врач-психиатр М. М. Этлис, занимавшийся проблемой алкоголизма среди коренных народов севера. По его инициативе эксперимент был перенесён в Северо-Эвенский район Магаданской области. Население района в то время составляло около 12 тысяч человек, около половины из них были представителями малочисленных северных народов ― эвенов, ительменов, коряков и чукчей.
Рассчитанный на два года проект «Золотое руно» осуществлялся в рамках программы «Межведомственные проблемы наркологии», утверждённой 20 марта 1984 года, в тесном сотрудничестве с Минздравом СССР, МВД СССР и под негласным надзором КГБ СССР. Для чистоты эксперимента из района были вывезены все крепкие спиртные напитки, а вместо них был завезён двухгодичный запас «Золотого руна». Однако, практика показала, что напиток непригоден для длительного хранения. Он дал осадок, значительно ухудшились его вкусовые качества, из-за чего в народе грушевую водку стали называть «шерстью». Тем не менее, за десять месяцев эксперимента были получены данные о снижении потребления алкоголя в районе на 27%, не было зафиксировано ни одного случая алкогольных психозов, уменьшилось количество преступлений на почве употребления алкоголя. На предприятиях района выросла производительность труда. Учёные установили, что при употреблении «Золотого руна» процесс метаболизма алкоголя у представителей северных монголоидных народов протекает так же, как и у представителей европеоидной расы. По другим данным водкой Брехмана напивались до белой горячки, а магаданский эксперимент не повлиял на количество бытовых преступлений, совершаемых в состоянии опьянения. Ряд специалистов утверждает, что создание «беспохмельной» водки невозможно.
Профессор Брехман полагал, что бороться с излишним потреблением алкоголя следует не запретами, а путём разработки и производства качественной алкогольной продукции, которая незаметно для потребителя снижала бы тягу к спиртному. Но его воззрения шли вразрез с политикой нового генерального секретаря ЦК КПСС М. С. Горбачёва. После вступления в силу Постановления Совета Министров СССР № 410 от 7 мая 1985 года «О мерах по преодолению пьянства и алкоголизма, искоренению самогоноварения» профессор Брехман и его коллеги подверглись обструкции. Их обвинили в пропаганде «культурного пьянства», а оценки предложенных ими средств профилактики алкоголизма были признаны необъективными и не имеющими под собой научной основы. По распоряжению Е. К. Лигачёва при Академии наук СССР была создана внутренняя комиссия по проверке результатов эксперимента в Северо-Эвенкском районе. Несмотря на поддержку академиков А. П. Александрова и А. В. Жирмунского проект «Золотое руно» был свёрнут.

### Валеология
Вся научная деятельность профессора И. И. Брехмана, по своей сути, была направлена на сохранение здоровья индивидуума, попавшего в неблагоприятные условия внешней среды. Изучив свойства адаптогенов, используя теорию Ганса Селье об общем адаптационном синдроме и концепцию Н. В. Лазарева о состоянии неспецифически повышенной сопротивляемости, он пришёл к выводу, что воздействуя на механизмы стресса биологически активными веществами, можно избежать заболевания человека, и обосновал необходимость разделения фармакологии на два направления — фармакотерапию, направленную на лечение болезни, и фармакосанацию, направленную на повышение устойчивости к различным неблагоприятным воздействиям, профилактику заболеваемости и нормализацию изменённых функций организма. Фармакосанация легла в основу разработанного Брехманом нового направления в медицинской науке — валеологии.
Собственно термин «валеология» (от латинского слова valeo — быть здоровым) Брехману подсказал профессор И. Д. Кочубиевский, заведующий Отделом
технической кибернетики Института автоматики и процессов управления ДВНЦ АН СССР. Термин впервые использован Брехманом во втором издании монографии «Человек и биологически активные вещества» (1980 г., с 20). Затем появились публикации «Валеология: начало пути» («Советская Россия», 1980), «Валеология: Лекарства для здоровых» («Советская культура», 1980), «Философско-методологические аспекты проблемы здоровья человека» («Вопросы философии», 1982), «Прямой путь к здоровью» («Правда», 1983), монографии «Введение в валеологию — науку о здоровье» (1987) и «Валеология — наука о здоровье» (1990). В этих работах И. И. Брехман изложил теоретические и прикладные основы новой научной теории, наметил пути её становления, определил структуру исследований: предмет — индивидуальное здоровье, объект — человек, находящийся во всём диапазоне здоровья, методы — комплексная диагностика уровня здоровья, средства — сознание, движение, питание и лекарства для здоровых.
Новая научная теория была поддержана российскими учёными Г. Л. Апанасенко, В. П. Казначеевым, Г. К. Зайцевым, В. В. Колбановым, а также руководством Министерств образования и здравоохранения Российской Федерации. В марте 1996 года приказом Госкомвуза России была официально зарегистрирована специальность 040700 «валеология». К тому времени в медицинских вузах России насчитывалось 73 кафедры и три факультета валеологии. По инициативе Брехмана во Владивостоке был создан научно-координационный Центр валеологии, началось издание тематического сборника научных трудов «Валеология: Диагностика, средства и практика обеспечения здоровья». В Липецком педагогическом университете был создан Межвузовский научно-методический центр валеологии, возглавляемый профессором Э. Н. Вайнером.
Однако к концу 1990-х годов отношение к валеологии сменилось на негативное. В январе 2000 года в «Медицинской газете» было опубликовано «Открытое письмо Министру образования Российской Федерации Филиппову В. М.» с критикой валеологии. Под ним стояло 139 подписей представителей науки, медицины, педагогики, философии, служителей церкви, объявивших валеологию лженаукой. В итоге в 2001 году предмет «валеология» был исключён из базисного учебного плана образовательных учреждений, а специальность «педагогическая валеология» — из официального Перечня направлений подготовки и специальностей высшего педагогического образования.
Тем не менее, у валеологии осталось немало сторонников как в России и странах СНГ, так и за рубежом. Академик В. П. Казначеев отметил: «…сегодня состояние здоровья нашего поколения будет зависеть во многом от того, насколько мы в нашем социальном, культурном, экономическом резерве государства развернём проблемы валеологии… Валеология в настоящей её формулировке, возможно, является одним из ключевых подходов к решению следующей важнейшей и глобальной задачи — сохранение и выживание человечества на планете Земля».

### Дальнейшая карьера
Последние годы жизни И. И. Брехман был руководителем Отделения проблем регуляции биологических процессов и биотехнологии Тихоокеанского океанологического института ДВО АН СССР. Его деятельность значительно расширила тематику фармакологических исследований института за счёт исследования биологически активных веществ флоры и фауны мирового океана.
И. И. Брехман — автор 340 публикаций, в том числе 14 монографий и 20 брошюр. Ему принадлежат 10 авторских свидетельств на изобретения и 12 международных патентов. Кроме того, под его редакцией было опубликовано 22 тематических сборника по вопросам фармакологии здоровья и 2 библиографических указателя. 
Как педагог И. И. Брехман подготовил 20 кандидатов и 3 докторов наук.
Умер от обширного инфаркта миокарда 9 июля 1994 года. Похоронен на Лесном кладбище Владивостока.

## Семья
- Супруга Маргарита Андреевна Гриневич (1924―2008) — фармаколог, кандидат медицинских наук[3][40].
- Сын Лев Израилевич Брехман (1945—2014) — поэт и переводчик, более известный под псевдонимом Л. Дымов, врач по образованию[41].

## Награды и звания
- Орден Ленина (13.05.1983)[3].
- Орден Отечественной войны 2 степени (06.04.1985)[42].
- Орден «Знак Почёта»[39].
- Орден Красной Звезды (30.12.1957)[42].
- Медали, в том числе:
  - медаль «За боевые заслуги» (15.11.1950)[42],
  - медаль «За оборону Ленинграда»[42],
  - медаль «За победу над Германией в Великой Отечественной войне 1941—1945 гг.» (09.05.1945)[42].
- Золотая медаль ВДНХ СССР (21.06.1983) — за разработку и внедрение жёлтого сахара с добавлением биологически активных веществ (элеутерококка, лимонника), оказывающих профилактическое воздействие при диабете, кариесе зубов, атеросклерозе[43].
- Серебряная медаль ВДНХ СССР (25.11.1965) — за фармакологические исследования препаратов элеутерококка колючего и внедрение препаратов в клиническую практику[43].
- Бронзовая медаль ВДНХ СССР (08.12.1974) — за исследование фармакологических свойств элеутерококка — средства для повышения общей неспецифической сопротивляемости, за организацию всестороннего изучения элеутерококка и внедрение его в практику[43].
- Почётная грамота Президиума Верховного Совета РСФСР[39].
- Нагрудный знак «Изобретатель СССР»[39].

## Основные труды
- Брехман И. И. Женьшень. — Л.: Медгиз, 1957. — 182 с.
- Брехман И. И., Куренцова Г. Э. Лекарственные растения Приморского края. — Владивосток: Приморское книжное издательство, 1961. — 95 с.
- Брехман И. И. Элеутерококк. — Л.: Наука, 1968. — 186 с.
- Брехман И. И. Вариационная статистика в спортивной медицине и педагогике. — М.: ВНИИФК, 1970. — 109 с.
- Брехман И. И. Человек и биологически активные вещества. — Л.: Наука, 1976. — 112 с.
- Брехман И. И. Человек и биологически активные вещества. — 2-е изд., перераб.. — М.: Наука, 1980. — 120 с.
- Брехман И. И. Кубланов М. Г. Концепция о структурной информации в фармакологии и науке о питании. — Владивосток: ДВНЦ АН СССР, 1983. — 68 с.
- Брехман И. И. Введение в валеологию — науку о здоровье. — Л.: Наука, 1987. — 125 с.
- Брехман И. И., Нестеренко И. Ф. Природные комплексы биологически активных веществ. Сахар и здоровье человека. — Л.: Наука, 1988. — 93 с. — ISBN 5-02-025714-1.
- Брехман И. И. Валеология — наука о здоровье. — М.: Физкультура и спорт, 1990. — 208 с.
- Барабой В. А. Брехман И. И., Голотин В. Г., Кудряшов Ю. Б. Перекисное окисление и стресс. — Л.: Наука, 1992. — 148 с. — ISBN 5-02-025887-3.
- Брехман И. И. Что противопоставить вредному действию алкоголя. — Владивосток: Дальпресс, 1994. — 70 с.

## Издания на иностранных языках
- 布列赫曼. 人参 (кит.). — 北京: 人民衛生出版社, 1959. — 182 p.
- イ・イ・ ブレフマン. 薬用人蔘: その薬物学的諸問題について (яп.). — 長野市: 出版社: 長野県

農政部園芸特産課, 1964. — 152 p.
- Brekhman I. I. Az emder és a biológiailag artiv anyagok (венг.). — Budapest: Akadémiai Kiado, 1978. — 145 p.
- Brekhman I. I. Man and biologicaly active substances. The effect of drugs, diet and pollution on health (англ.). — Oxford: Pergamon Press, 1980. — 89 p.
- Брехман И. И. Човекът и биологично активните вещества: Увод във фармакологията на здравето (болг.). — София: Медицина и физкултура, 1981. — 196 p.
- Brekhman I. I., Nesterenko I. F. Brown sugar and health (англ.). — Oxford: Pergamon Press, 1983. — 96 p.
- Brekhman I. I. O Homem e as Substâncias Biologicamente Ativas (порт.). — Rio de Janeiro: Emperor, 1983. — 172 p.
- Brekhman I. I. Con người và các hoạt chất sinh học (вьет.). — Hà Nội: Nhà xuất bản Mir Maxco’va, 1989. — 178 p.